# Arbër Hoxha
Arbër Hoxha (Heidelberg, 6. listopada 1998.) albansko-kosovski je nogometaš koji igra na poziciji lijevog krila. Trenutačno igra za Dinamo Zagreb.

## Klupska karijera

### Karijera na Kosovu
Prije igranja u Hrvatskoj, Hoxha je igrao za kosovske prvoligaške klubove Istogu, Prishtina, Hajvalia, Besa Pejë i Ballkani.

### Lokomotiva Zagreb
Prešao je iz Ballkanija u Lokomotivu Zagreb 5. srpnja 2021. Za Lokomotivu Zagreb debitirao je 14. kolovoza kada je Istra 1961 poražena 4:0 u 1. HNL.

### Slaven Belupo
Dana 8. veljače 2022. Hoxha je potpisao trogodišnji ugovor sa Slaven Belupom. Za novi klub debitirao je deset dana kasnije kada je Gorica izgubila 0:3.

### Dinamo Zagreb
U siječnju 2024. prešao je u Dinamo Zagreb. Slaven Belupo je dobio malo manje od milijun eura i 15 % od idućeg Hoxhinog transfera. Za Dinamo je debitirao 13. siječnja u prijateljskoj utakmici protiv Celja kojeg je Dinamo dobio 2:0. U HNL-u je debitirao deset dana kasnije protiv gradskog rivala Lokomotive od koje je Dinamo Zagreb izgubio 0:3. Ligaški prvijenac postigao je 5. svibnja protiv Rijeke koja je izgubila 1:2.

## Reprezentativna karijera
Za Kosovo je debitirao 12. siječnja 2020. u prijateljskoj utakmici protiv Švedske koja je dobila Kosovo 1:0. Prvi gol za reprezentaciju postigao je 11. lipnja 2021. kada je zabio jedini pogodak u prijateljskoj utakmici protiv Gambije.
U 2024. odlučio je zaigrati za Albaniju. Za Albaniju je debitirao 22. ožujka 2024. u prijateljskoj utakmici protiv Čilea od kojeg je Albanija izgubila 0:3.

## Priznanja

### Klupska
Dinamo Zagreb
- HNL (1): 2023./24.
- Hrvatski nogometni kup (1): 2023./24.

## Vanjske poveznice
- Profil, Transfermarkt
- Arbër Hoxha, National-Football-Teams.com ‎ (engl.)
- Arbër Hoxha u UEFA-inim natjecanjima  (engl.)